# Ardilleux
Ardilleux (prononcé [aʁ.di.lø:]) est une ancienne commune du Centre-Ouest de la France située dans le département des Deux-Sèvres, en région Nouvelle-Aquitaine.

## Géographie
Ardilleux se situe à l'est de Chef-Boutonne, en bordure du seuil du Poitou.

## Toponymie
Ardilleux apparaît en 990 sous le nom d'Arzilocus, issu du latin argilla (argile) avec le suffixe -ossum. Argile se dit ardile en poitevin, la forme actuelle est une francisation partielle du poitevin ardilous (argileux),.

## Histoire
La Motte-Tuffeau (ou Motte-Tuffaud), située en limite de la commune, 40 m de diamètre, 20 m de haut, a été fouillée en 1971 par Raymond Proust. Il y a trouvé au sommet les restes de substructions d'un donjon carré, avec à chaque angle, une saillie arrondie marquant probablement les fondations d'une tour.
Une charte de Saint-Hilaire de Poitiers, en 990, signale la dotation de deux maisons avec vignes, prés, vergers, terres arables et dépendances, par Folcon à sa fiancée Alba, dans le hameau qui deviendra le bourg d'Ardilleux.
Dès 1652, Ardilleux avait un maître d'école.
En 1744, la paroisse comprenait huit domaines. On y trouvait un moulin à vent.
L'église Saint-Junien dépendait de l'abbaye de Nouaillé. Vendue pendant la Révolution et convertie en grange, elle fut restaurée en 1866.
Le 1er janvier 2019, elle fusionne avec Bouin, Hanc et Pioussay pour constituer la commune nouvelle de Valdelaume dont la création est actée par un arrêté préfectoral du 26 juin 2018.

## Politique et administration
| Période   | Période       | Identité       | Étiquette | Qualité |
| --------- | ------------- | -------------- | --------- | ------- |
| mars 2001 | réélu en 2008 | Sylvère Talbot |           |         |

## Population et société

### Démographie
L'évolution du nombre d'habitants est connue à travers les recensements de la population effectués dans la commune depuis 1793. Pour les communes de moins de 10 000 habitants, une enquête de recensement portant sur toute la population est réalisée tous les cinq ans, les populations de référence des années intermédiaires étant quant à elles estimées par interpolation ou extrapolation. Pour la commune, le premier recensement exhaustif entrant dans le cadre du nouveau dispositif a été réalisé en 2004.

En 2016, la commune comptait 179 habitants, en évolution de +8,48 % par rapport à 2010 (Deux-Sèvres : +0,18 %, France hors Mayotte : +2,11 %).
| 1793 | 1800 | 1806 | 1821 | 1831 | 1836 | 1841 | 1846 | 1851 |
| ---- | ---- | ---- | ---- | ---- | ---- | ---- | ---- | ---- |
| 244  | 222  | 233  | 245  | 263  | 288  | 260  | 261  | 246  |

| 1856 | 1861 | 1866 | 1872 | 1876 | 1881 | 1886 | 1891 | 1896 |
| ---- | ---- | ---- | ---- | ---- | ---- | ---- | ---- | ---- |
| 247  | 246  | 271  | 269  | 240  | 254  | 268  | 262  | 240  |

| 1901 | 1906 | 1911 | 1921 | 1926 | 1931 | 1936 | 1946 | 1954 |
| ---- | ---- | ---- | ---- | ---- | ---- | ---- | ---- | ---- |
| 236  | 214  | 239  | 224  | 248  | 270  | 253  | 214  | 252  |

| 1962 | 1968 | 1975 | 1982 | 1990 | 1999 | 2004 | 2006 | 2009 |
| ---- | ---- | ---- | ---- | ---- | ---- | ---- | ---- | ---- |
| 242  | 230  | 194  | 186  | 161  | 147  | 149  | 147  | 162  |

| 2014 | 2016 | - | - | - | - | - | - | - |
| ---- | ---- | - | - | - | - | - | - | - |
| 172  | 179  | - | - | - | - | - | - | - |

## Lieux et monuments

### L'église
Église romane de saint Junien

### La Motte-Tuffeau
Ancienne motte féodale. Dénommée Motte-Tuffeau sur la carte de Cassini puis Motte-Tuffaud sur plusieurs cartes (carte de l'état-major, carte IGN de 1950 ...).
Culmine à 116 m, elle mesure 20 m de diamètre à son sommet et 40 m à sa base.
Les fouilles effectuées par Raymond Proust en 1969 et 1971 ont révélé qu'il s'agit d'une motte défensive artificielle dont l'activité s'étend au moins du IXe au XIVe siècle.

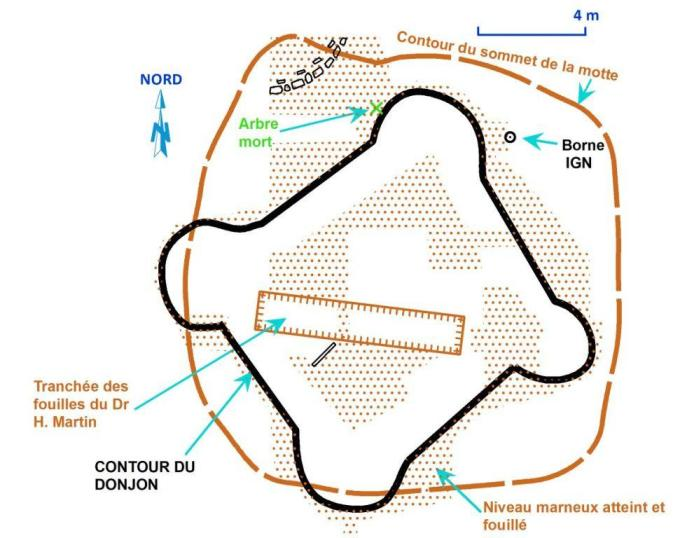
Fouilles de la Motte-Tuffeau.

### Le Bois-Trapaud
Lieu-dit où saint Junien a séjourné au VIe siècle.

## Personnalités liées à la commune
Laurent Cantet, cinéaste réalisateur, a passé ici sa plus jeune enfance avec ses parents instituteurs dans la commune.